# IFPI香港唱片銷量大獎頒獎禮2013
IFPI香港唱片銷量大獎頒獎禮2013是於2014年3月1日在TVB電視廣播城舉辦，並於2014年3月15日在無線電視翡翠台晚上九時半播出。獎項由國際唱片業協會（香港會）（簡稱「香港IFPI」）主辦，獎勵前一年最暢銷的音樂作品以及有突出成就的藝人。IFPI香港唱片銷量大獎頒獎典禮是由核數師計算香港地區2013年的唱片銷量，後頒發獎項予最高銷量的唱片。唯四大唱片已退出香港IFPI，故未能得到任何獎項。
容祖兒和何韻詩各自在本屆獲得5項大獎，成為當晚獲獎最多的藝人。林峯、陳僖儀、草蜢和軟硬各自獲得4項大獎緊隨其後。

## 得獎名單

### 十大銷量廣東唱片
- 《晴歌集》——王菀之
- 《Recollections》——何韻詩
- 《District 23》——林欣彤
- 《A Time 4 You》——林峯
- 《All The Best》——陳僖儀
- 《這首歌》——葉振棠
- 《Imagine》——衛蘭
- 《Hopelessly Romantic Collection》——容祖兒
- 《小日子》——容祖兒
- 《Blooming》——蔡卓妍

### 十大銷量國語唱片
- 《桐花》——鍾欣潼
- 《等等》——Olivia Ong
- 《渺小》——田馥甄
- 《無臉人》——何韻詩
- 《Coexistence 共存》——何韻詩
- 《Jazz Channel》——林宥嘉
- 《再見你好嗎》——陶喆
- 《說來話長》——鄭嘉穎
- 《你安安靜靜的躲起來》——盧凱彤
- 《謝－安琪》——謝安琪

### 十大數碼暢銷歌曲
| 十大暢銷數碼歌曲得獎名單 | 十大暢銷數碼歌曲得獎名單 | 十大暢銷數碼歌曲得獎名單 | 十大暢銷數碼歌曲得獎名單                | 十大暢銷數碼歌曲得獎名單 | 十大暢銷數碼歌曲得獎名單 |
|                          | 歌曲                     | 主唱                     | 專輯                                    |                          |                          |
| 1                        | Gangnam Style            | PSY                      | 《Psy6甲 Part 1》                       |                          |                          |
| 2                        | I'm Yours                | Jason Mraz               | 《We Sing. We Dance. We Steal Things.》 |                          |                          |
| 3                        | 我不願讓你一個人         | 五月天                   | 《第二人生》                            |                          |                          |
| 4                        | 那些年                   | 胡夏                     | 《Love is Light》                       |                          |                          |
| 5                        | 我懂了                   | 吳若希                   | 《我懂了》                              |                          |                          |
| 6                        | 到此為止                 | 連詩雅                   | 《Movin' On》                           |                          |                          |
| 7                        | 重新長大                 | 許廷鏗                   | 《長大》                                |                          |                          |
| 8                        | 蜚蜚                     | 陳僖儀                   | 《All The Best》                        |                          |                          |
| 9                        | 雙子情歌                 | 羅力威、容祖兒           | 《L.L.V. II》                           |                          |                          |
| 10                       | 戀無可戀                 | 古巨基                   | 《告別我的戀人們》                      |                          |                          |
| ------------------------ | ------------------------ | ------------------------ | --------------------------------------- | ------------------------ | ------------------------ |

### 全年最高暢量本地現場錄製音像出品
- 《草蜢森巴大戰軟硬Fans演唱會2012》——草蜢軟硬

### 最暢銷本地現場錄製音像出品
- 《2012 C AllLive》——C AllStar
- 《G.E.M. X.X.X. Live》——G.E.M.
- 《Shine Passion Live》——Shine
- 《大家利事演唱會2013》——The Big Four
- 《雷頌德THANK YOU演唱會2013》——雷頌德、眾藝人
- 《尹光鬼馬狂想笑不停演唱會》——尹光
- 《A Time 4 You林峯演唱會2013》——林峯
- 《草蜢森巴大戰軟硬Fans演唱會2012》——草蜢、軟硬
- 《陳潔麗Purely For You 2013 演唱會》——陳潔麗
- 《葉蒨文完全是你演唱會2012》——葉蒨文

### 最暢銷音樂, 電影電視原聲及精選唱片
- 《天愛4》——眾藝人
- 《愛‧回憶108精選》——眾藝人
- 《寰亞時代》——眾藝人
- 《Mark Lui 20th》——眾藝人、雷頌德
- 《風起了電影原聲大碟》——久石讓

### 最暢銷日韓語唱片
- 《So long!》——AKB48
- 《Trap》——Henry
- 《SIDE BY SIDE》——Keita
- 《The World Tour Super Show 4 DVD》——Super Junior
- 《Break Down》——Super Junior-M

### 最暢銷古典、戲曲唱片
- 《Audiophile Test HQCD 2013》——眾藝人
- 《耶穌之八福寶訓 福音粵曲小調集》——文千歲、梁少芯
- 《山河戀 漢宮英烈傳》——梁兆明、麥玉燕
- 《寶韻華姿新曲戲寶 張寶華粵曲卡拉OK專輯（一）》——張寶華
- 《風雨斷腸花.新武松殺嫂》——歐凱明、張琴思、楊凱帆

### 十大銷量本地歌手
- G.E.M.
- The Big Four
- 王菀之
- 何韻詩
- 林峯
- 容祖兒
- 草蜢、軟硬
- 陳僖儀
- 陳潔麗
- 葉蒨文

### 最暢銷本地女新人
- J.Arie
- 陳慧敏

### 最暢銷本地男新人
- 馮允謙

### 最暢銷本地新人組合
- As One

### 最高銷量廣東唱片
- 《All The Best》——陳僖儀

### 最高銷量國語唱片
- 《Coexistence 共存》——何韻詩

### 全年最高銷量本地組合
- 草蜢、軟硬

### 全年最高銷量本地女歌手
- 容祖兒

### 全年最高銷量本地男歌手
- 林峯

### IFPI香港流行音樂文化歌手大獎
- 譚詠麟